# Artemis JR Rover
Der Artemis JR Rover ist ein Prototyp eines Mondrovers des kanadischen Raumfahrtunternehmens Neptec. Das vierrädrige Fahrzeug arbeitet vollautonom und kann auch ferngesteuert werden.

## Technik
Der Rover verfügt über zwei Fahrmotoren, die jeweils eine Seite mit zwei Rädern antreiben und über zwei Fahrgeschwindigkeiten verfügen. Der Rover wiegt ohne wissenschaftliche Instrumente 270 kg. Er kann wissenschaftliche Instrumente bis zu einem Gewicht von 125 kg aufnehmen und ist so konzipiert, dass er für ein breites Aufgabenspektrum ausgerüstet werden kann. Er verfügt über Videokameras, die auf einem Mast installiert sind. Des Weiteren kann der Rover auch mithilfe von Sensoren selbst navigieren. Er misst in der Länge 1,5 Meter, in der Breite 1,6 Meter. Der Haupttechnikteil des Rovers befindet sich in einer Höhe von 30 cm vom Boden, so dass kleinere Mondgesteine problemlos überfahren werden können. Die Räder haben einen Durchmesser von jeweils 60 cm.